# Караугом (ледник)

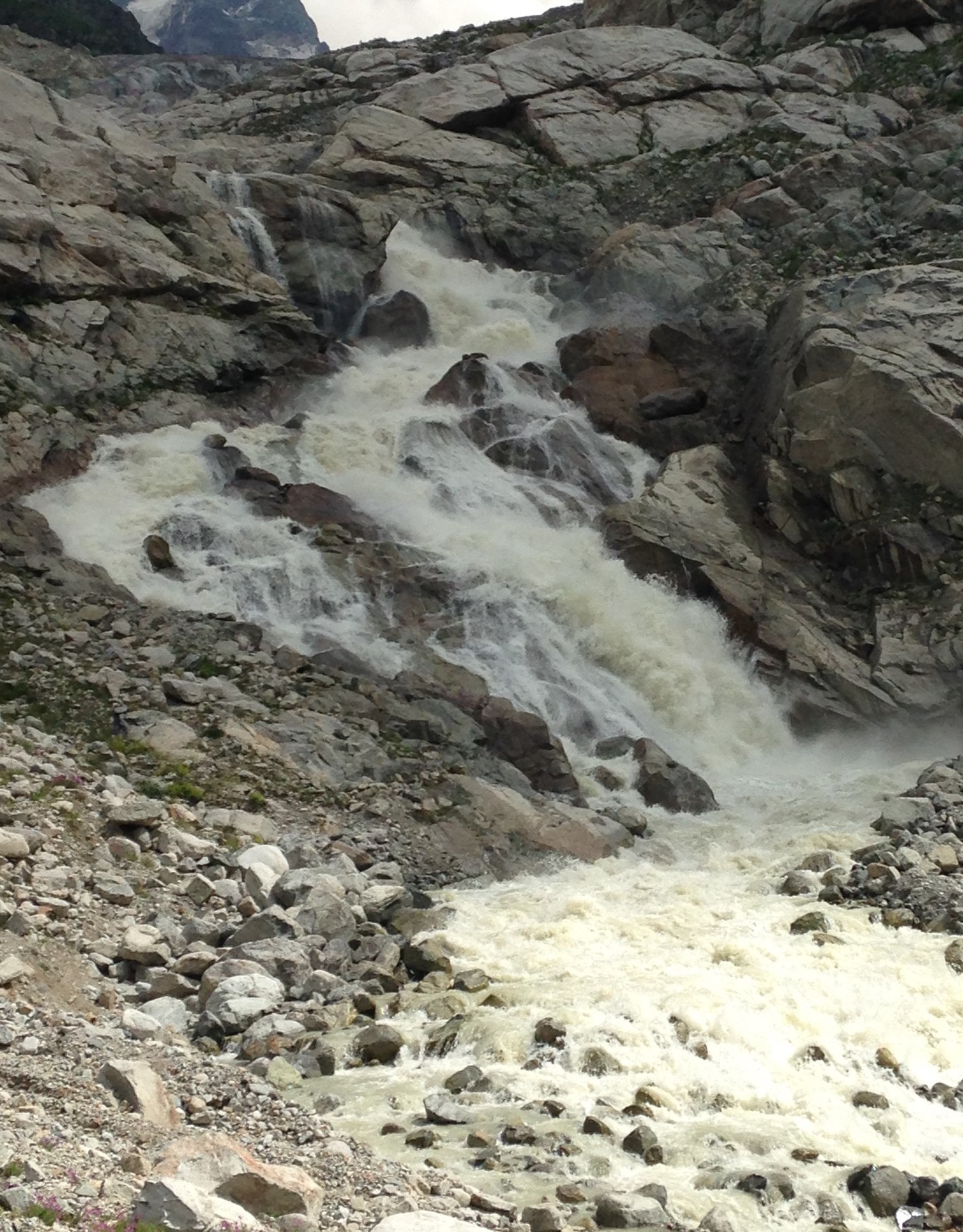
Вытекающие из ледника потоки

Карауго́м (осет. Къӕрӕугомы цъити) — ледник в Ирафском районе Северной Осетии на территории ФГБУ "Национальный парк «Алания». Природный памятник. Самый большой ледник Дигорского ущелья и второй по величине на Кавказе. В настоящее время его длина составляет 12,27 км, а площадь — 20,55 км².
Ледник Караугом берёт начало с гор Уилпата, Бубис-хох (42°45′31″ с. ш. 43°46′37″ в. д.), Караугом (42°47′44″ с. ш. 43°46′00″ в. д.), Бурджула (42°47′00″ с. ш. 43°41′57″ в. д.).
Площадь ледника составляет около 35 км², длина без фирна — 9,6 км, с фирном — 15,5 км. Конец ледника опускается до высоты 1830 м над уровнем моря.